# Janko
Janko je moško osebno ime.

## Izvor imena
Ime Janko je s sufiksom -ko tvorjena oblika iz imena Janez. Vmesna brezobrazilna oblika je ime Jan, ki je na Slovenskem precej pogosto ime.

## Različice imena
- moške različice imena: Janek, Janik, Jano
- ženska različica imena: Janka

## Pogostost imena
Po podatkih Statističnega urada Republike Slovenije je bilo na dan 31. decembra 2007 v Sloveniji število moških oseb z imenom Janko: 4.615. Med vsemi moškimi imeni pa je ime Janko po pogostosti uporabe uvrščeno na 56. mesto.

## Osebni praznik
V koledarju je ime Janko uvrščeno k imenu Janez.

## Priimki nastali iz imena
Iz imena Janko je nastal tudi priimek Janko. Tako se je na dan 31. decembra 2007 pisalo 141, na dan 1. januarja 2010 pa 138 oseb.